# Rudlice
Rudlice (německy Rudlitz) jsou obec v okrese Znojmo v Jihomoravském kraji. Žije zde 103 obyvatel.

## Historie
První písemná zmínka o obci pochází z roku 1365 (super bonis Wybczicz et Rudlicz). V roce 1821 byla obec centrem posledního selského povstání v českých zemích, což připomíná pomník zbudovaný sto let po této události.

## Obyvatelstvo
| Rok            | 1869 | 1880 | 1890 | 1900 | 1910 | 1921 | 1930 | 1950 | 1961 | 1970 | 1980 | 1991 | 2001 | 2011 | 2021 |
| -------------- | ---- | ---- | ---- | ---- | ---- | ---- | ---- | ---- | ---- | ---- | ---- | ---- | ---- | ---- | ---- |
| Počet obyvatel | 214  | 235  | 236  | 229  | 262  | 264  | 268  | 207  | 206  | 166  | 155  | 138  | 113  | 102  | 100  |
| Počet domů     | 40   | 42   | 43   | 45   | 48   | 51   | 56   | 62   | 56   | 51   | 48   | 51   | 62   | 64   | 60   |

## Obecní správa

### Obecní symboly
Znak a vlajka byly obci uděleny rozhodnutím předsedkyně Poslanecké sněmovny Parlamentu České republiky dne 20. října 2022.

## Pamětihodnosti
- Pomník selského povstání
- Zvonice
- Přírodní památka Rudlické kopce
- Hradiště z doby bronzové a halštatské v jižní části území obce

## Osobnosti
- Jiřina Adamcová (1927–2019), akademická malířka a grafička